# Lac Sagami
Pour les articles homonymes, voir Sagami (homonymie).
Le Lac Sagami (相模湖, Sagami-ko) est un lac artificiel situé à Midori-ku, Sagamihara, préfecture de Kanagawa dans la région de Kantō au Japon. Créé en 1947 après qu'un barrage eut été construit sur le fleuve Sagami, c'est un site touristique et une unité de production d'énergie hydroélectrique. Le lac a aussi servi d'emplacement pour les compétitions de canoë-kayak aux Jeux olympiques d'été de 1964 tenus à Tokyo, situé à 60 km du lac.

## Activité touristique
La création du lac en 1947 a entraîné la disparition de nombreux artisans pêcheurs de la zone. En compensation de leur perte de revenu, de nombreuses familles ont reçu des bateaux de location à exploiter sur le nouveau lac de telle sorte qu'aucun bateau privé n'est autorisé sur le lac. Pour remplacer les osmeridae disparus, des micropterus ont été importés des États-Unis ainsi que des carpes qui ont permis au lac de devenir un populaire centre de pêche sportive.

## Galerie

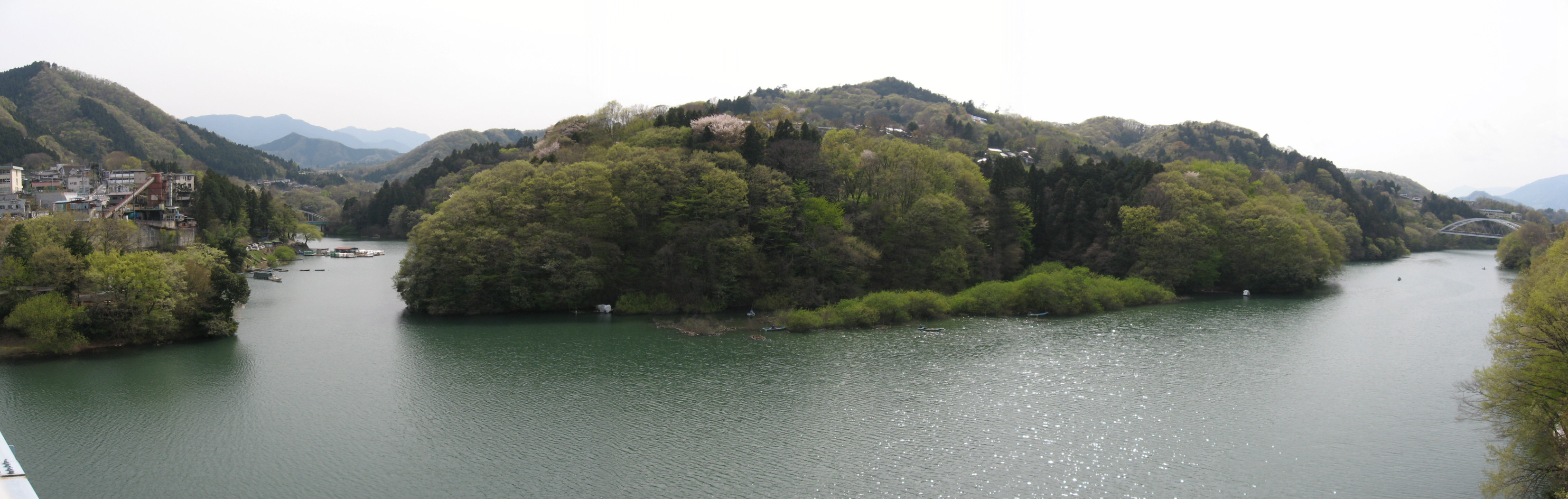
Vue du lac à partir du pont Hizure.
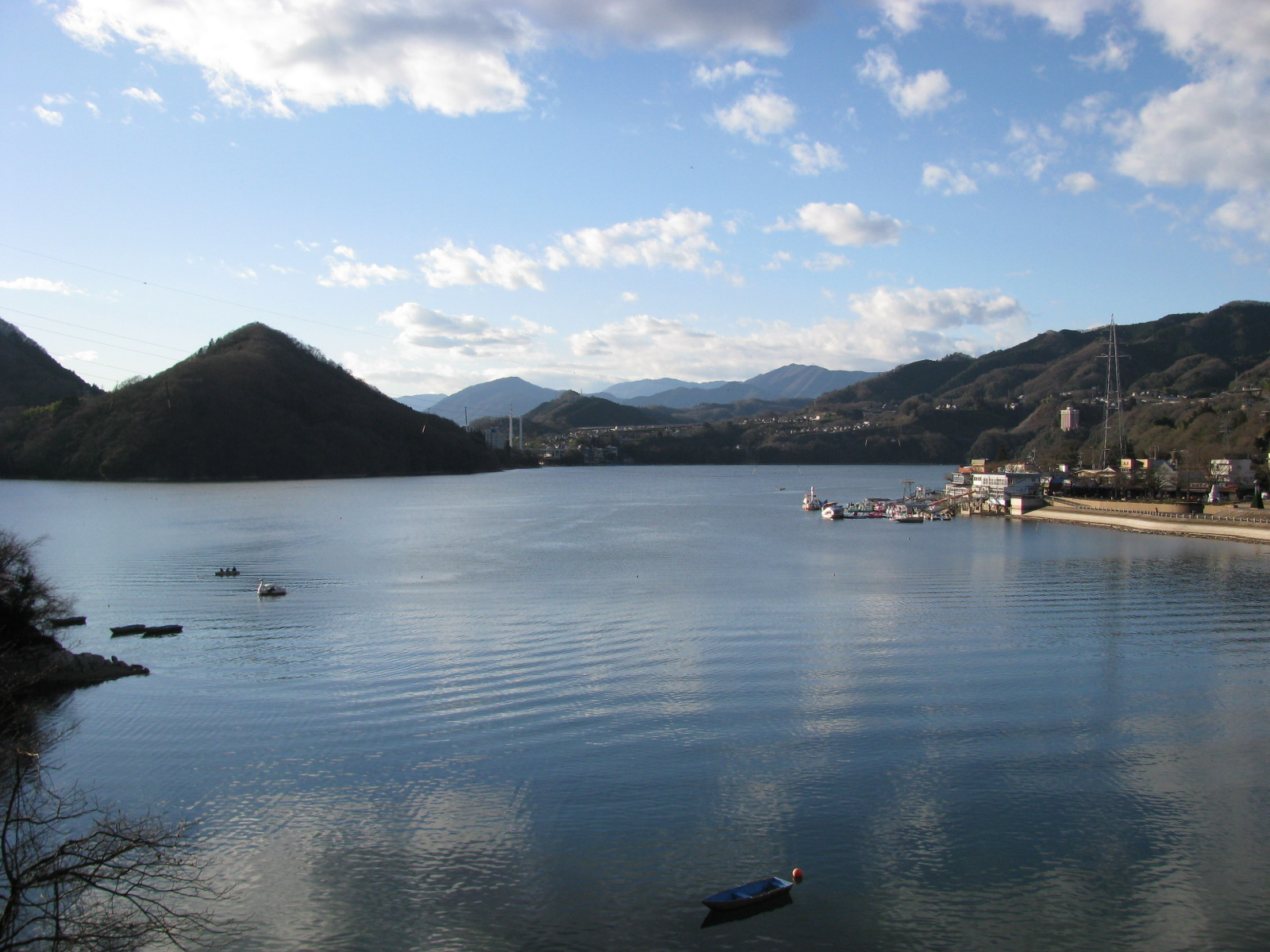
Vue du lac.
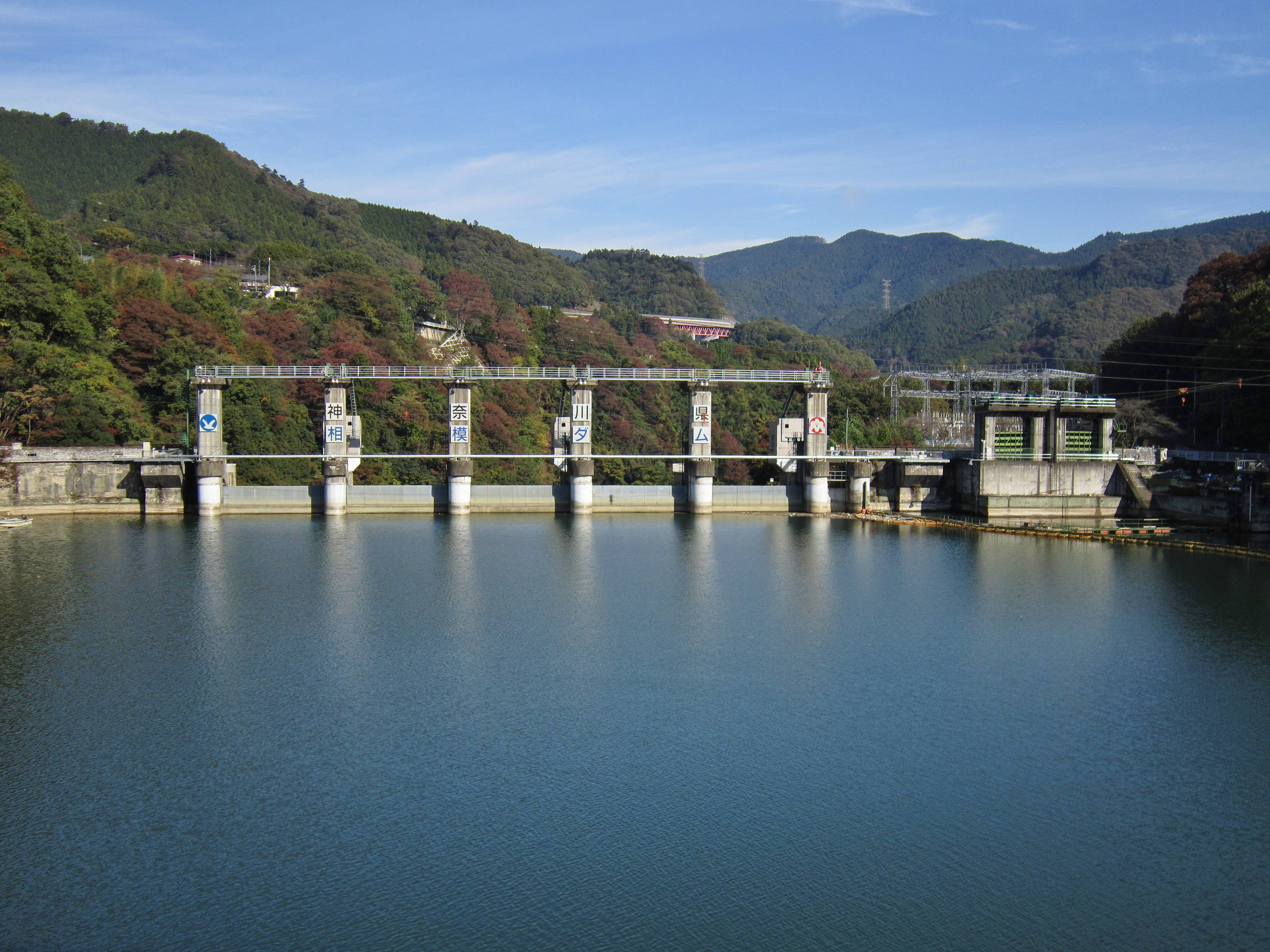
Le barrage du lac Sagami.